# Comité de liaison des géomètres européens
Le Comité de liaison des géomètres européens (CLGE) a été créé en 1972 par neuf États membres de l’Union européenne lors d’un congrès de la fédération internationale des Géomètres-Experts (FIG).
Son but est de représenter et de promouvoir les intérêts de la profession. Actuellement, le CLGE rassemble des géomètres, topographe, géomaticiens, cartographes… de 23 nations européennes.